# 溝通管理
溝通管理是對組織內部和組織之間的所有溝通渠道的系統規劃、實施、監控和修訂；它還包括組織和傳播與組織、網絡或通信技術相關的新通信指令。溝通管理的各個方面包括制定公司溝通戰略、設計內部和外部溝通指令以及管理信息流，包括在線溝通。它只是一個幫助組織在通信範圍內系統化的過程。
溝通和管理是緊密相連的。由於溝通是兩個人或人之間交換信息的過程，因此管理人員包括基本上向其員工提供信息的管理人員。此外，溝通和管理實際上是齊頭並進的，且是擴展控制的方式，以及項目管理的基本組成部分。如果沒有良好的溝通管理系統的優勢，與從開始到結束的任務開發相關的周期可能會真正被強制執行。它還提供了在團隊中的所有個人之間提供信息幫助所需的基本項目完整性。此信息必須在關聯內部向下、向上和水平流動。而且，它是項目控制的主人和僕人。它是行動組件，是組裝項目過程的集成者。由於項目管理既是一門手藝又是一門科學，項目經理領導著多學科的計劃和施工團隊。